# Scultetus
Scultetus (oder auch Sculteti) ist ein Humanistenname, die latinisierte Form eines Familiennamens.

## Herkunft und Bedeutung
Es ist die latinisierte Form der Namen Schultheiß, Schulze, Schulte. Für Scultetus a Schollenstern siehe Schollenstern. Siehe auch: Praetorius

## Namensträger
- Abraham Scultetus (1566–1624), Professor der Theologie und Hofprediger des Kurfürsten Friedrich V. (Pfalz)
- Alexander Scultetus (Schultze, Sculteti; 1485–1564), Zeitgenosse und Kollege von Copernicus
- Andreas Scultetus (Scholz; ~1622–1647), schlesischer Jesuit und spätmystischer deutscher Dichter
- Bartholomäus Scultetus (1540–1614), Bürgermeister in Görlitz, Astronom, Mathematiker, Kartograf
- Bernhard Scultetus, bekannt als Bernhard Sculteti (~1455–1518), Diakon in Frauenburg, Zeitgenosse und Kollege von Copernicus
- Bruno Scultetus (1879–1956), deutscher Generalmajor im Zweiten Weltkrieg
- Christoph Praetorius (auch: Scultetus; 1631–1713), deutscher Richter am Märkischen Quartalsgericht, Jurist, Bibliothekar, Kämmerer, Advokat und Kirchenlieddichter
- Daniel Severin Scultetus (Schultze, Schultetus; 1645–1712), lutherischer Theologe in Hamburg
- Friedrich Scultetus (Scholtz; 1602–1658), deutscher evangelischer Theologe
- Georg Scultetus († 1613), Titularbischof von Lydda und Weihbischof in Breslau
- Hans Robert Scultetus (1904–1976), deutscher Meteorologe
- Hieronymus Scultetus (1460–1522), Bischof von Brandenburg und Havelberg, siehe Hieronymus Schulz
- Jakob Scultetus (1571–1629), deutscher Rechtsgelehrter und sächsischer Gesandter, siehe Jakob Schultes
- Johannes Scultetus, bekannt als Johannes Sculteti (um 1450–1526), deutscher Theologe, Hochschullehrer und Domherr
- Johannes Scultetus, Pseudonym von Anton Praetorius (1560–1613), deutscher Pfarrer und Theologe
- Johannes Scultetus (Lehrer) (Hans Scholz; 1570–1629), deutscher Lehrer
- Johannes Scultetus (Mediziner, 1595) (Johannes Schultes; 1595–1645), deutscher Anatom und Chirurg
- Johannes Scultetus (Mediziner, 1621) (1621–1680), deutscher Mediziner
- Johannes Scultetus Montanus (1531–1604), schlesischer Arzt
- Jonas Scultetus (1603–1664), schlesischer Kartograf
- Samuel Scultetus (1635–1699), deutscher lutherischer Theologe, siehe Samuel Schultze
- Tilemann Sculteti (auch: Thile Sculteti, Tilemann Schulz; † nach 1360), Propst in Coswig und Dekan in Zerbst in Anhalt

## Weiteres
- Scultetus-Haus, Liegnitz